# Andaspis hibisci
Andaspis hibisci är en insektsart som först beskrevs av Grandpré och Charmoy 1899.  Andaspis hibisci ingår i släktet Andaspis och familjen pansarsköldlöss.
Artens utbredningsområde är Mauritius. Inga underarter finns listade i Catalogue of Life.